# Rendang
Rendang é um prato picante feito de carne bovina, típico da Indonésia, originalmente da ilha de Sumatra mas com o tempo popularizado em outros países vizinhos no Sudeste Asiático, como Malásia, Singapura, Brunei e Filipinas.